# Frăsinet, Prahova
Frăsinet este o localitate componentă a orașului Breaza din județul Prahova, Muntenia, România.